# Aleuroclava nigeriae
Aleuroclava nigeriae là một loài côn trùng cánh nửa trong họ Aleyrodidae, phân họ Aleyrodinae.
Aleuroclava nigeriae được Mound miêu tả khoa học đầu tiên năm 1965.